# 弗洛姆教堂
弗洛姆教堂（挪威語：Flåm kyrkje）是挪威教会卑尔根教区的一个堂区教堂，位于挪威松恩-菲尤拉訥郡艾于蘭自治区的弗洛姆村。这是一座木结构教堂，有160个座位，由Magne Essen建于1670年。

## 圖集

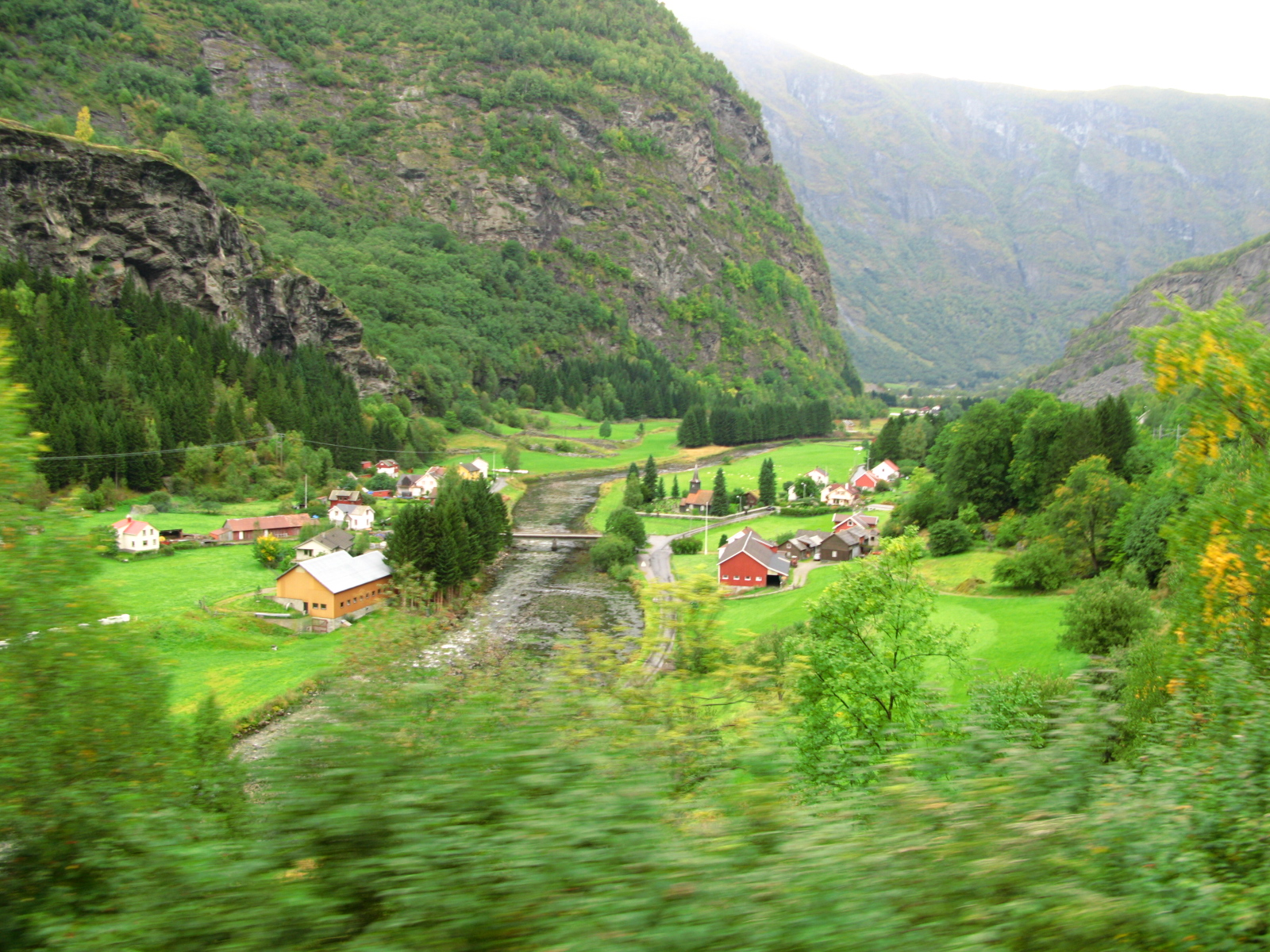
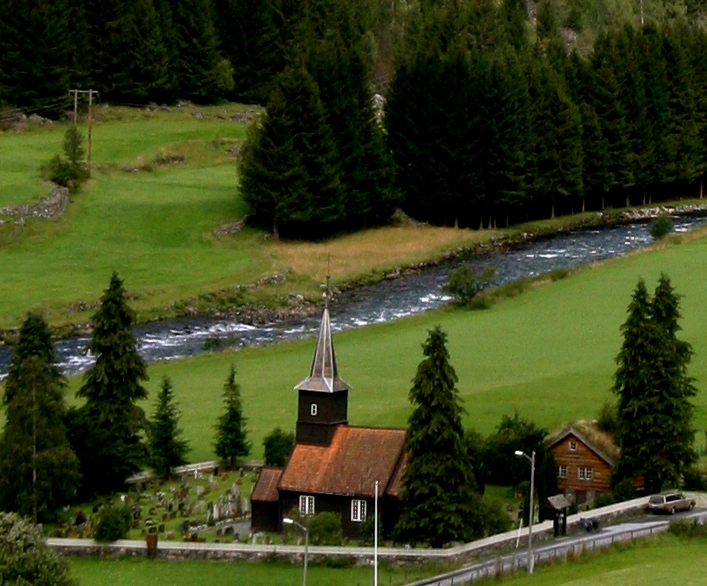
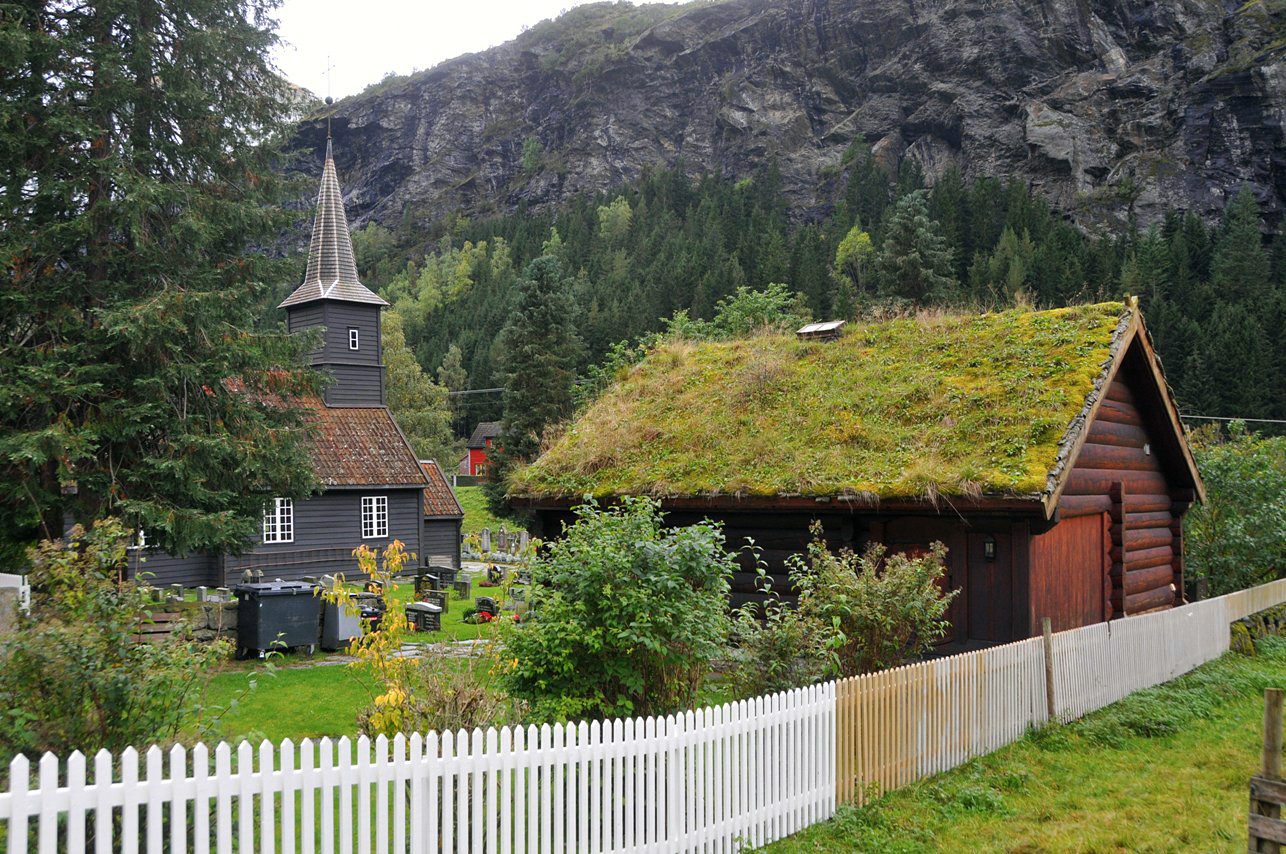
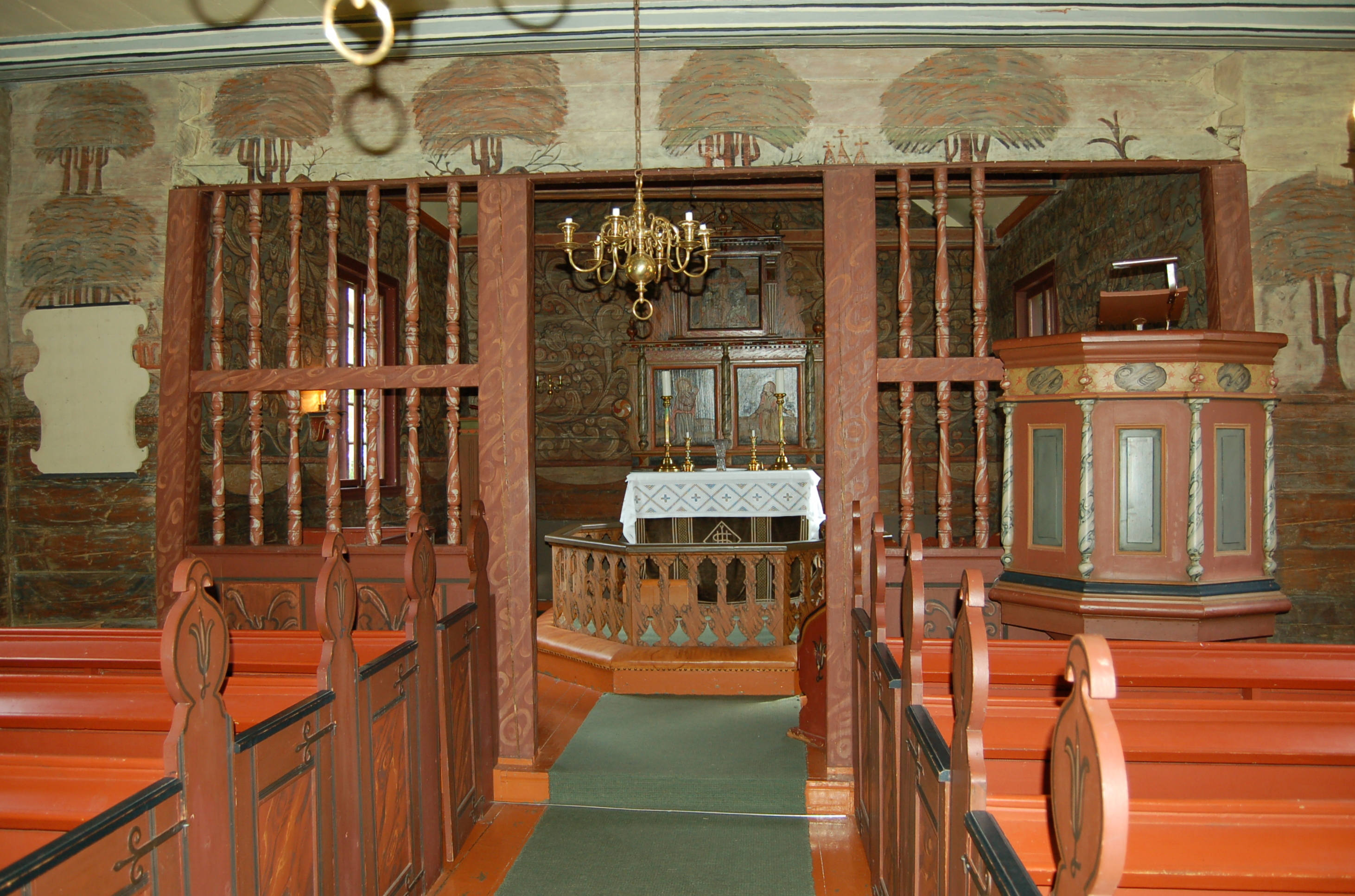
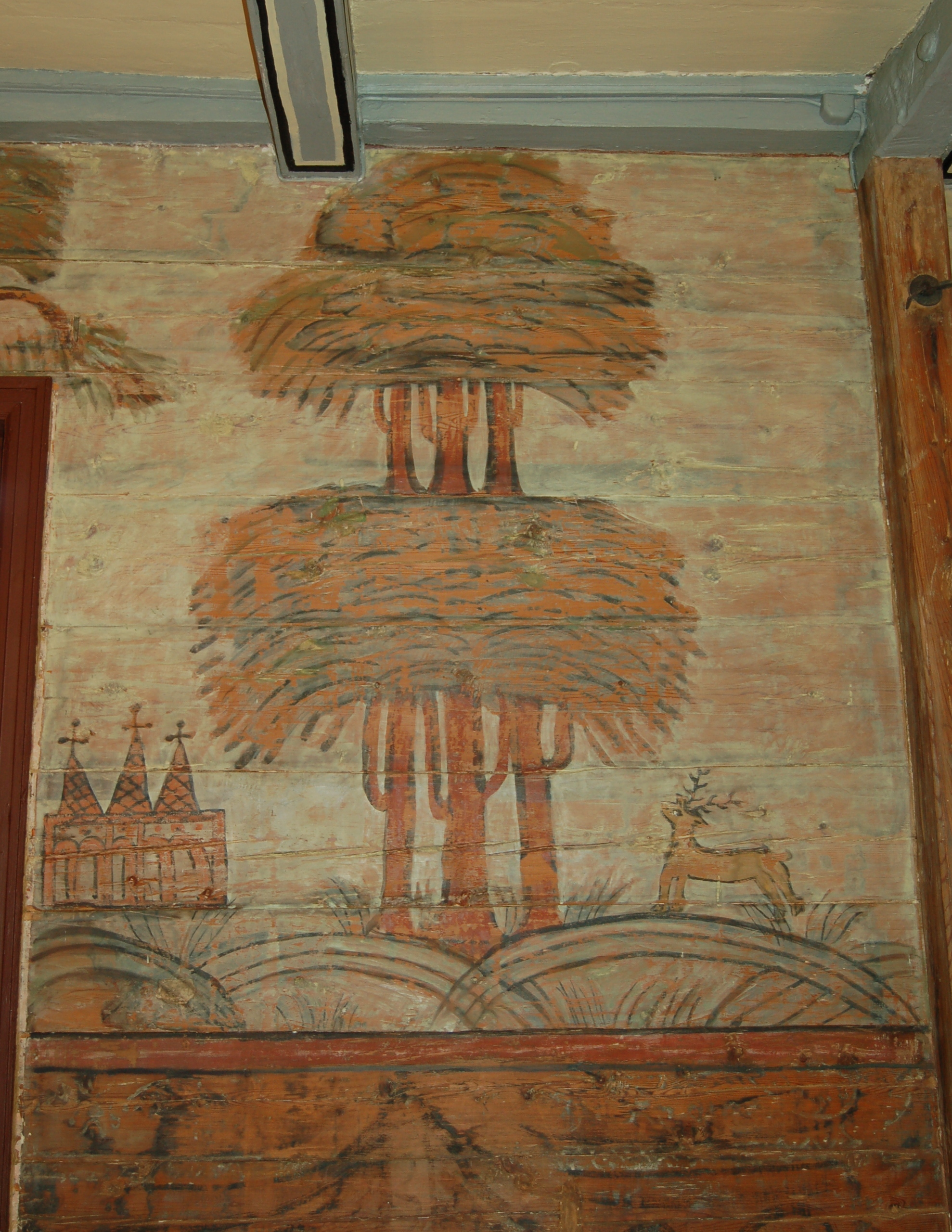